# John Alcott
John Alcott (Londra, 27 novembre 1930 – Cannes, 28 luglio 1986) è stato un direttore della fotografia britannico.
È particolarmente noto e apprezzato per le sue collaborazioni con Stanley Kubrick, tra le quali Arancia meccanica, Shining, 2001: Odissea nello spazio e Barry Lyndon. Proprio per quest'ultimo film, che contiene molte scene tecnicamente complicate tra cui alcune girate alla sola luce delle candele, riproducendo le atmosfere dei dipinti settecenteschi, venne premiato con il Premio Oscar alla migliore fotografia nel 1976.

## Biografia
Figlio di John Alcott, negli anni cinquanta organizzatore generale presso i Pinewood Studios, inizia la propria carriera come assistente di laboratorio agli studi Gainsborough, per poi ricoprire l'incarico di operatore di macchina nelle troupe dei direttori della fotografia Arthur Ibbetson e Otto Heller.
Dal 1964 lavora con Geoffrey Unsworth, insieme al quale nel 1968 cura la fotografia di 2001: Odissea nello spazio di Stanley Kubrick, occupandosi in particolare delle sequenze con miniature e modellini. Il suo lavoro conquista l'apprezzamento del regista, che lo sceglie come direttore della fotografia per il suo film successivo, Arancia meccanica (1971). Alcott si rivela essere un collaboratore ideale per Kubrick, perfezionista e ossessionato dalla precisione quanto lui (tanto da ideare un personale metodo di misurazione dell'intensità luminosa alternativo all'esposimetro), capace di innovare la tecnica fotografica per rispondere alle esigenze creative ed espressive del visionario regista. L'affiatato sodalizio artistico produce esiti di assoluta eccellenza con Barry Lyndon (1975) e Shining (1980) e verrà interrotto solo dalla prematura morte di Alcott, vittima di infarto durante un viaggio con la moglie nella Francia meridionale nel 1986.
Dai primi anni ottanta si trasferisce negli Stati Uniti, dove si cimenta soprattutto con il genere avventuroso e fantastico, arricchendo l'immaginario visuale hollywoodiano con «la raffinata ricchezza luministica tipica della scuola fotografica inglese». Lavora anche in campo pubblicitario, a fianco di registi quali Hugh Hudson e Ridley Scott.

## Riconoscimenti
- Oscar alla migliore fotografia
- 1976: vincitore  - Barry Lyndon

- BAFTA alla migliore fotografia
  - 1973: candidato - Arancia meccanica
  - 1976: vincitore - Barry Lyndon
  - 1985: candidato - Greystoke - La leggenda di Tarzan, il signore delle scimmie

- Los Angeles Film Critics Association Awards
  - 1975: vincitore - Barry Lyndon

- Evening Standard British Film Awards
  - 1984: miglior risultato tecnico/artistico

## Filmografia
- 2001: Odissea nello spazio (2001: A Space Odyssey), regia di Stanley Kubrick (1968) (fotografo aggiuntivo)
- Arancia meccanica (A Clockwork Orange), regia di Stanley Kubrick (1971)
- Little Malcolm, regia di Stuart Cooper (1974)
- Operazione Overlord (Overlord), regia di Stuart Cooper (1975)
- Barry Lyndon, regia di Stanley Kubrick (1975)
- La bandera - Marcia o muori (March or Die), regia di Dick Richards (1977)
- ...unico indizio, un anello di fumo (The Disappearance), regia di Stuart Cooper (1977)
- Qualcuno sta uccidendo i più grandi cuochi d'Europa (Who Is Killing the Great Chefs of Europe?), regia di Ted Kotcheff (1978)
- Shining (The Shining), regia di Stanley Kubrick (1980)
- Terror Train, regia di Roger Spottiswoode (1980)
- Fangio - Una vita a 300 all'ora, regia di Hugh Hudson (1981)
- Bronx 41º distretto di polizia (Fort Apache the Bronx), regia di Daniel Petrie (1981)
- Police Station - Turno di notte (Vice Squad), regia di Gary Sherman (1982)
- Kaan principe guerriero (The Beastmaster), regia di Don Coscarelli (1982)
- Shunka Wakan - Il trionfo di un uomo chiamato Cavallo (Triumphs of a Man Called Horse), regia di John Hough (1983)
- Sotto tiro (Under Fire), regia di Roger Spottiswoode (1983)
- Greystoke - La leggenda di Tarzan, il signore delle scimmie (Greystoke: The Legend of Tarzan, Lord of the Apes), regia di Hugh Hudson (1984)
- Baby - Il segreto della leggenda perduta (Baby: Secret of the Lost Legend), regia di Bill L. Norton (1985)
- Miracles, regia di Jim Kouf (1986)
- Una gita pericolosa (White Water Summer), regia di Jeff Bleckner (1987)
- Senza via di scampo (No Way Out), regia di Roger Donaldson (1987)